# Centrale Montemartini
La Centrale Montemartini è stata una centrale termoelettrica di Roma, nel quartiere Ostiense, poi dismessa e adibita a museo come sezione distaccata dei Musei Capitolini.
Situata sulla via Ostiense, fu inaugurata il 30 giugno 1912 e divenne il primo impianto di produzione di energia elettrica dell'Azienda Elettrica Municipale (AEM, antesignana di Acea). Intitolata all'ex assessore Giovanni Montemartini, deceduto in aula consiliare durante un dibattito nel 1913, la centrale fu poi dismessa nel 1963. Dopo circa trent'anni di abbandono e utilizzi vari, gli spazi della centrale furono restaurati da Acea e dal 1997 iniziarono ad ospitare il secondo polo dei Musei Capitolini.

## Storia

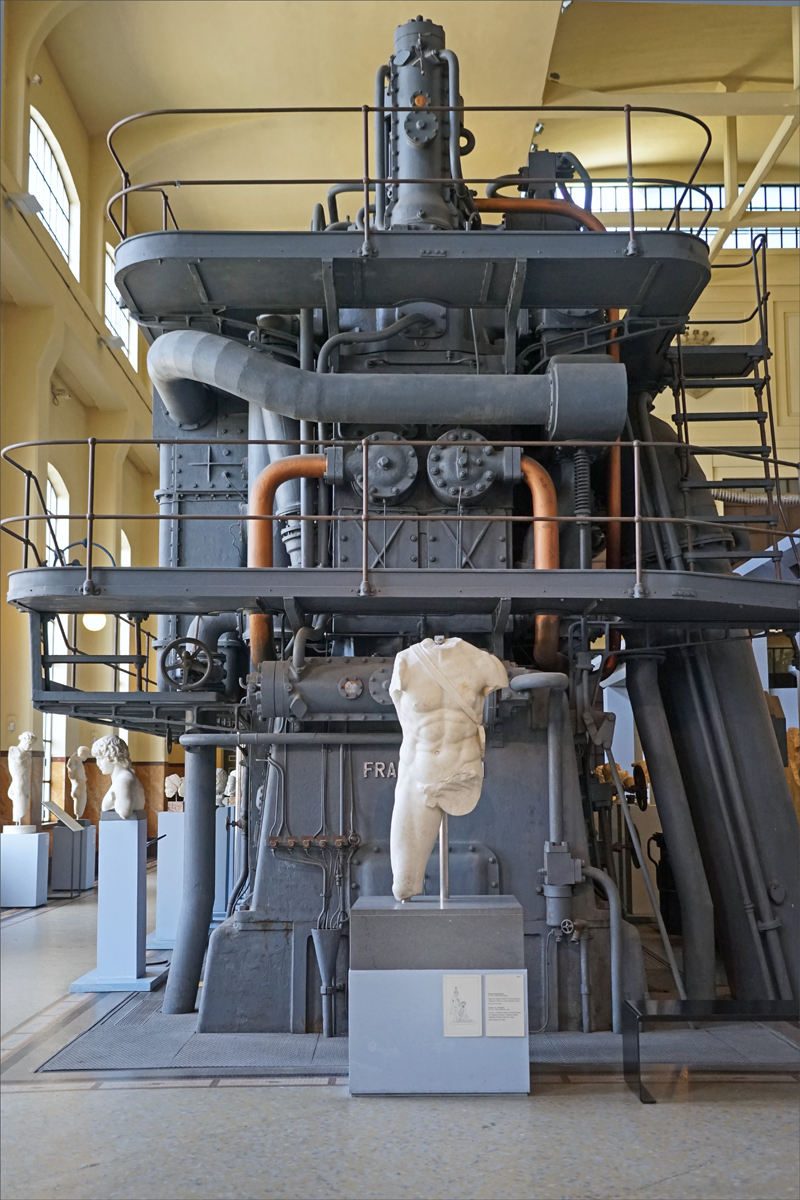
Il museo accosta archeologia classica e archeologia industriale

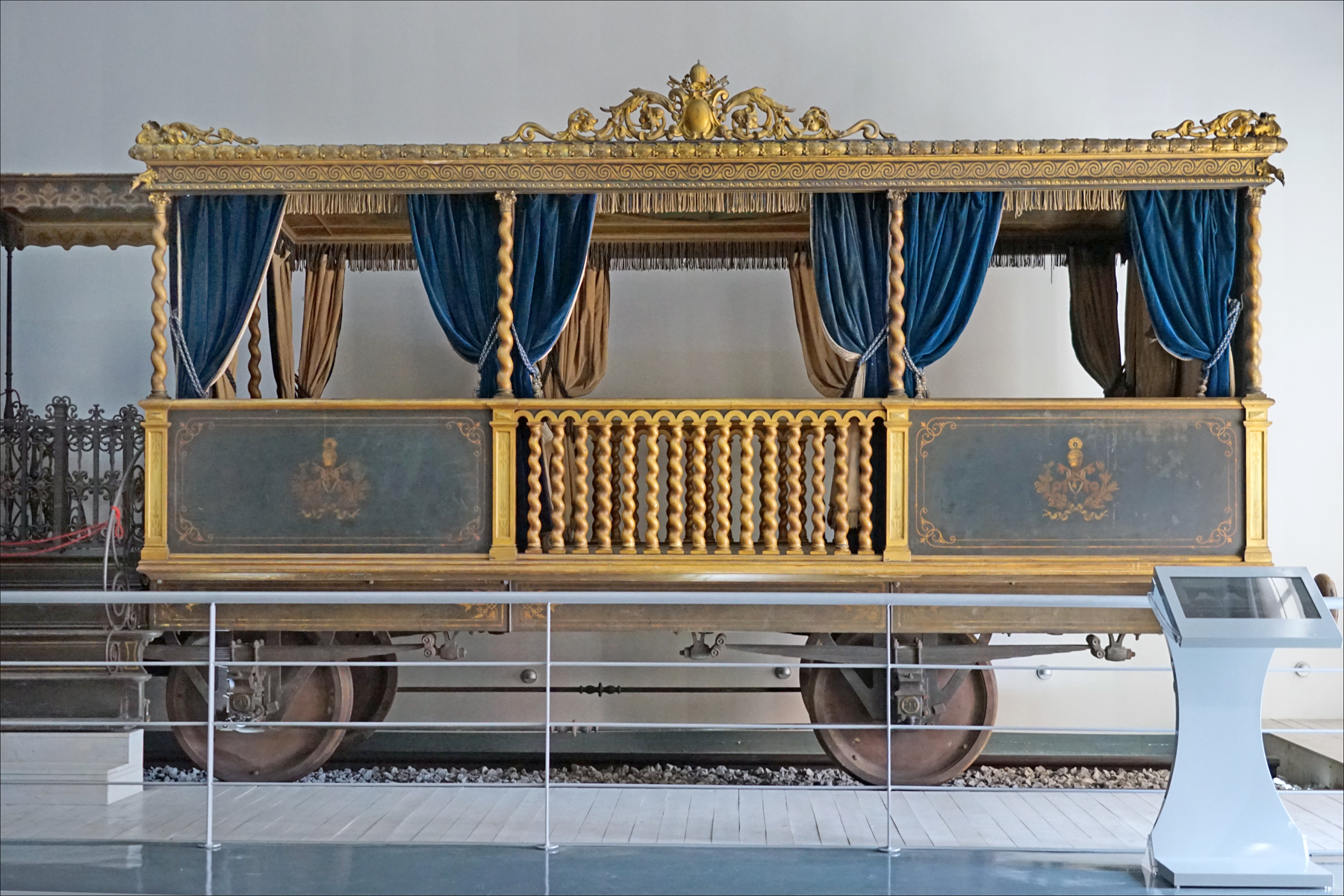
Il treno di papa Pio IX

La centrale termoelettrica fu costruita nei primi anni del '900 e venne inaugurata dal sindaco Ernesto Nathan il 30 giugno 1912; la produzione iniziò a partire dal giorno successivo. Si trattava del primo impianto di produzione elettrica della neonata Azienda Elettrica Municipale (AEM). Fu intitolata a Giovanni Montemartini, ex assessore ai servizi tecnologici della giunta Nathan nonché principale teorico delle municipalizzazioni in Italia e in particolare a Roma, deceduto durante un dibattito in consiglio comunale nel 1913. La zona sulla quale sorse la centrale era a vocazione industriale, come testimonia anche l'insediamento dei mercati generali e del Gazometro, e vicina sia al Tevere, perfetto per il continuo e necessario approvvigionamento d'acqua, sia alle vie stradali e ferroviarie. Inoltre si trovava al di fuori della cinta daziale, per cui non era soggetta alle imposte sul combustibile.
Al suo interno erano attive due turbine a vapore con relative caldaie e motori Diesel realizzati dalla Franco Tosi Meccanica di Legnano. Le turbine garantivano il servizio continuo mentre i motori Diesel venivano attivati negli orari di picco dei consumi, garantendo una produzione piuttosto efficiente in rapporto alle necessità di consumo della città. Il 21 aprile 1933 furono inaugurati due motori Diesel Tosi da 7500 HP che sostituivano i precedenti di minore potenza. Sul finire degli anni '30, con i preparativi per l'Esposizione Universale del 1942 e la conseguente maggiore richiesta di energia elettrica, si decise di installare una terza turbina a vapore, capace di sviluppare una potenza di 20000 kW e dotata di due caldaie Tosi-Steinmüller a 45 atm, che rese necessaria la realizzazione di una nuova sala caldaie. Durante la seconda guerra mondiale l'impianto scampò ai bombardamenti alleati e ai sabotaggi nazisti e rimase l'unica centrale elettrica sulla quale la città poté fare affidamento.
Dopo mezzo secolo di attività la centrale divenne obsoleta e, non essendo più economicamente conveniente, fu dismessa nel 1963. Negli anni successivi gli spazi furono abbandonati o usati come magazzini e fu anche avanzata l'ipotesi di demolire il complesso. Sul finire degli anni '80 Acea optò per un restauro dell'edificio: la sala macchine e la sala caldaie furono trasformati in spazi espositivi mentre i rimanenti ambienti diventarono sedi di uffici, laboratori e magazzini.
Nel 1995 la Sovrintendenza capitolina ai beni culturali organizzò un'importante mostra presso i Musei Capitolini che permise la ristrutturazione della galleria lapidaria e di altri ambienti del Palazzo dei Conservatori in Campidoglio. Al fine di non sottrarre al pubblico le opere esposte, la Sovrintendenza optò per gli ampi spazi della centrale. Da sistemazione provvisoria si decise che quello sarebbe diventato il secondo polo dei Musei Capitolini: Acea procedette quindi ai lavori per la trasformazione dell'edificio in museo. Gli spazi museali furono inaugurati nel 1997 con la mostra Macchine e dei, richiamo all'audace accostamento tra l'archeologia classica e l'archeologia industriale.
Nel novembre 2016 il polo si è espanso ulteriormente con l'apertura della ex sala caldaie n. 2, dove sono state sistemate le carrozze del treno pontificio di papa Pio IX. Nel dicembre 2017 è stata invece aperta la stanza dedicata ai sarcofagi di età imperiale, intitolata Dal mito al miracolo.

## Collezioni
La maggior parte delle collezioni proviene da due stagioni di scavi: quelli condotti nella seconda metà del XIX secolo, dopo che Roma divenne la capitale del Regno d'Italia (cfr. urbanistica a Roma tra il 1870 e il 2000) e quelli degli anni 1930, risalenti al ventennio fascista.
L'ordinamento espositivo mette in evidenza l'area di ritrovamento, ma è possibile ravvisare anche un criterio tematico.
- Sala Colonne: al piano terra, espone reperti di Roma repubblicana: la ritrattistica del I secolo a.C., resti di sepolture dall'antichissima necropoli dell'Esquilino, l'introduzione del lusso nella sfera privata (II secolo a.C.).

In due stanze laterali si trovano anche reperti di età imperiale: una serie di sarcofagi romani (da metà del II secolo agli inizi del IV secolo d.C.), incluso quello di Crepereia Tryphaena (della quale è esposto anche il corredo funebre).

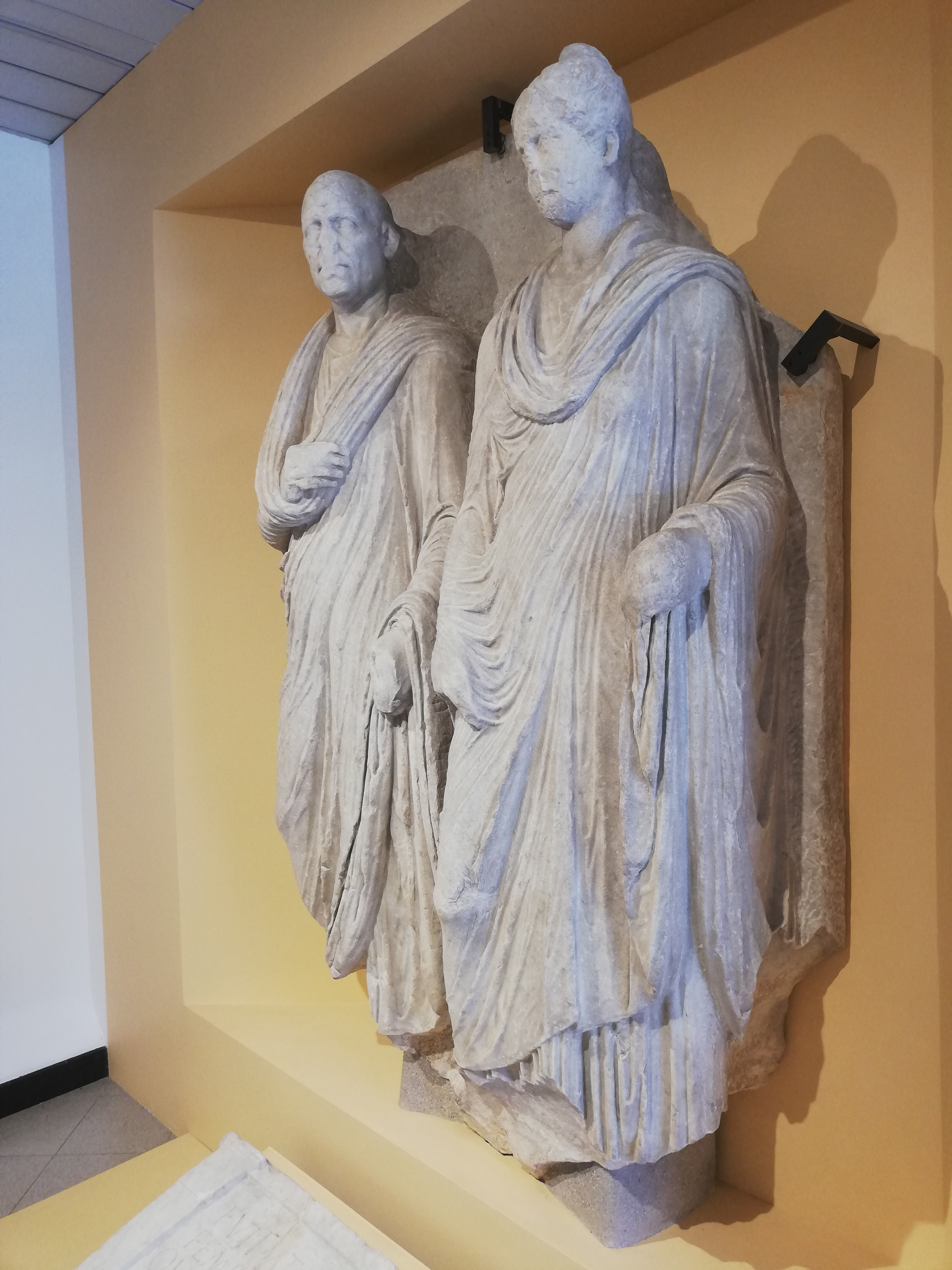
Ritratto di Eurisace e sua moglie (dal sepolcro di Eurisace a Porta Maggiore)
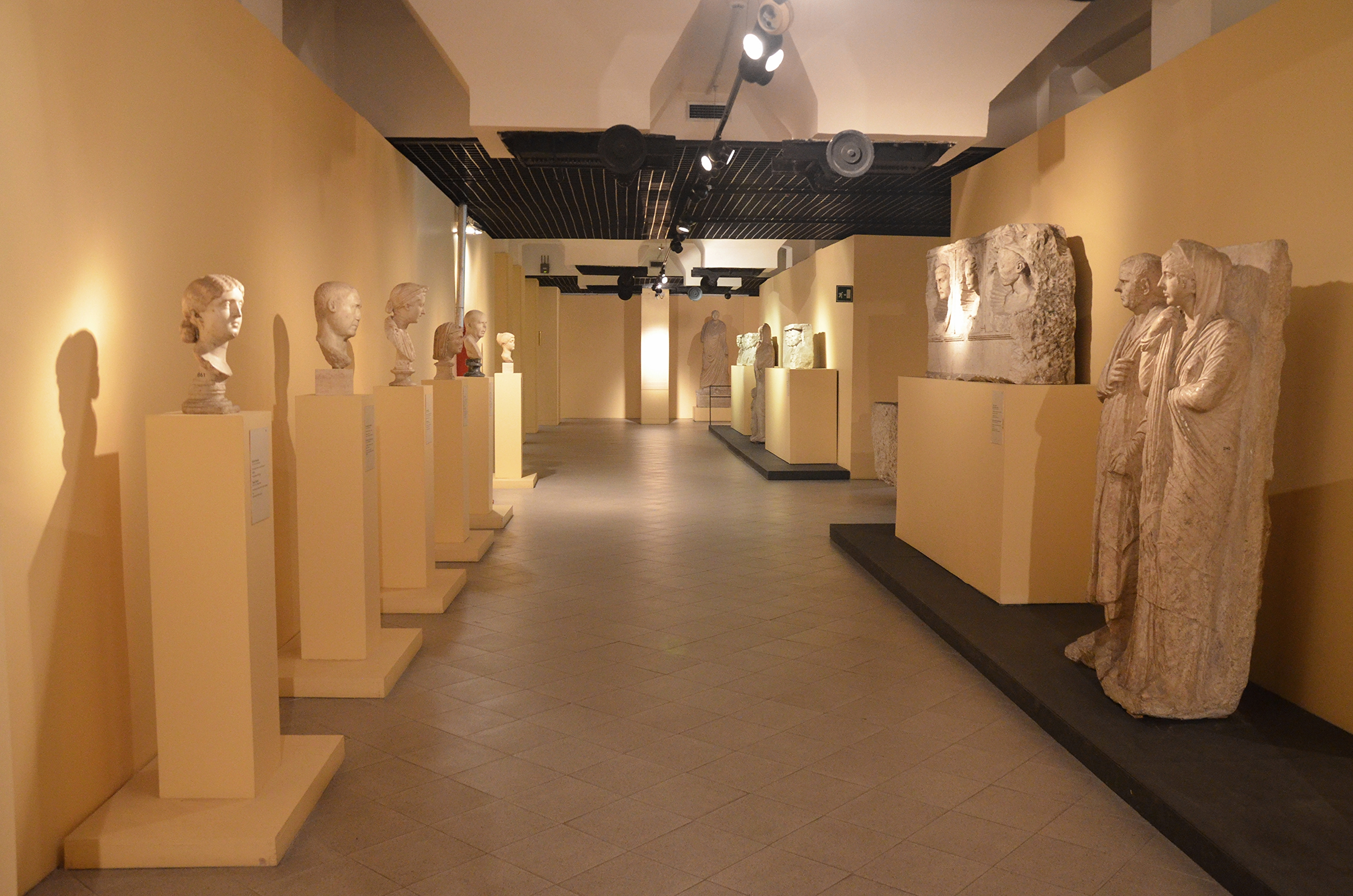
La ritrattistica repubblicana esposta nella Sala Colonne
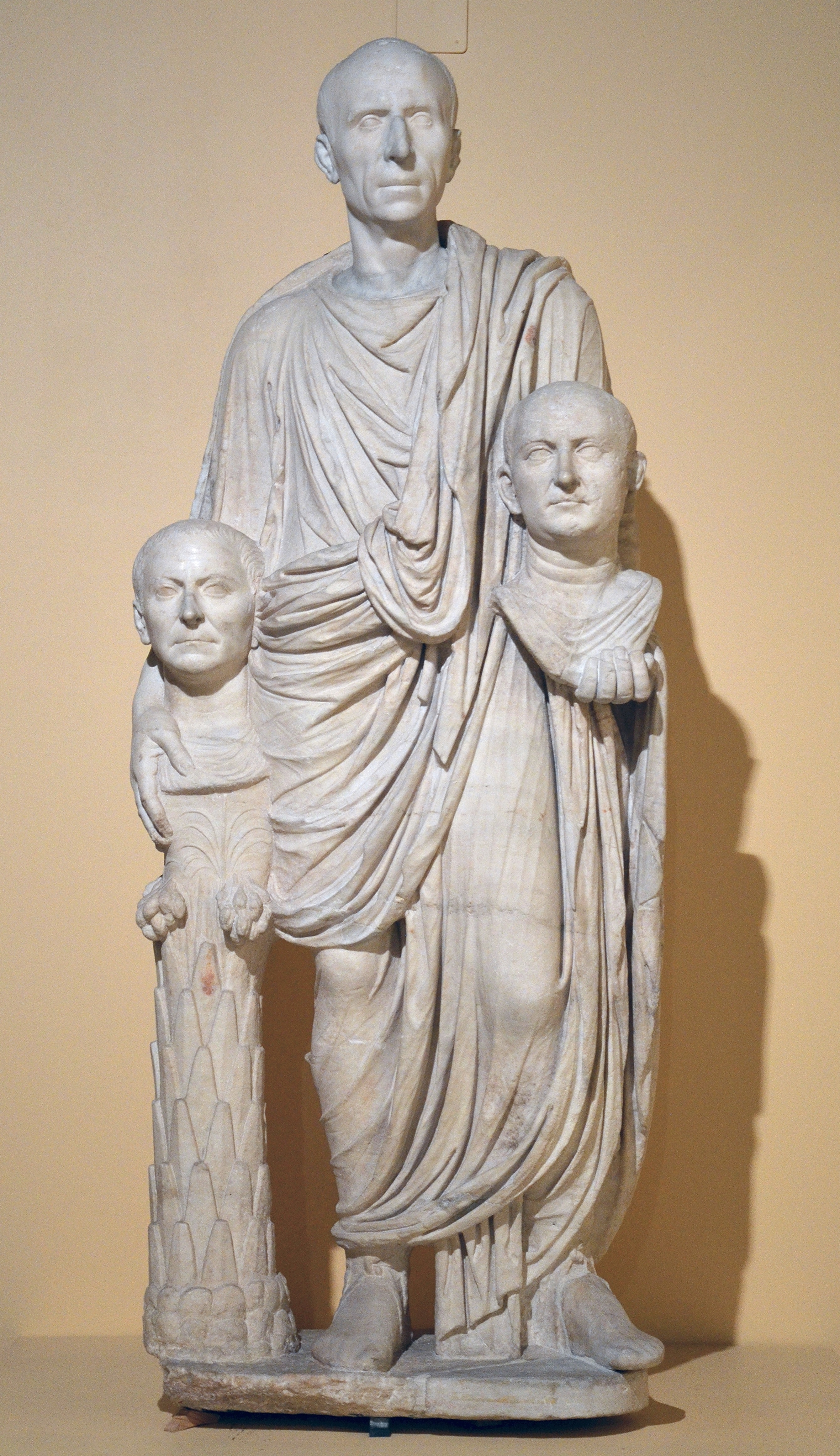
Togato Barberini
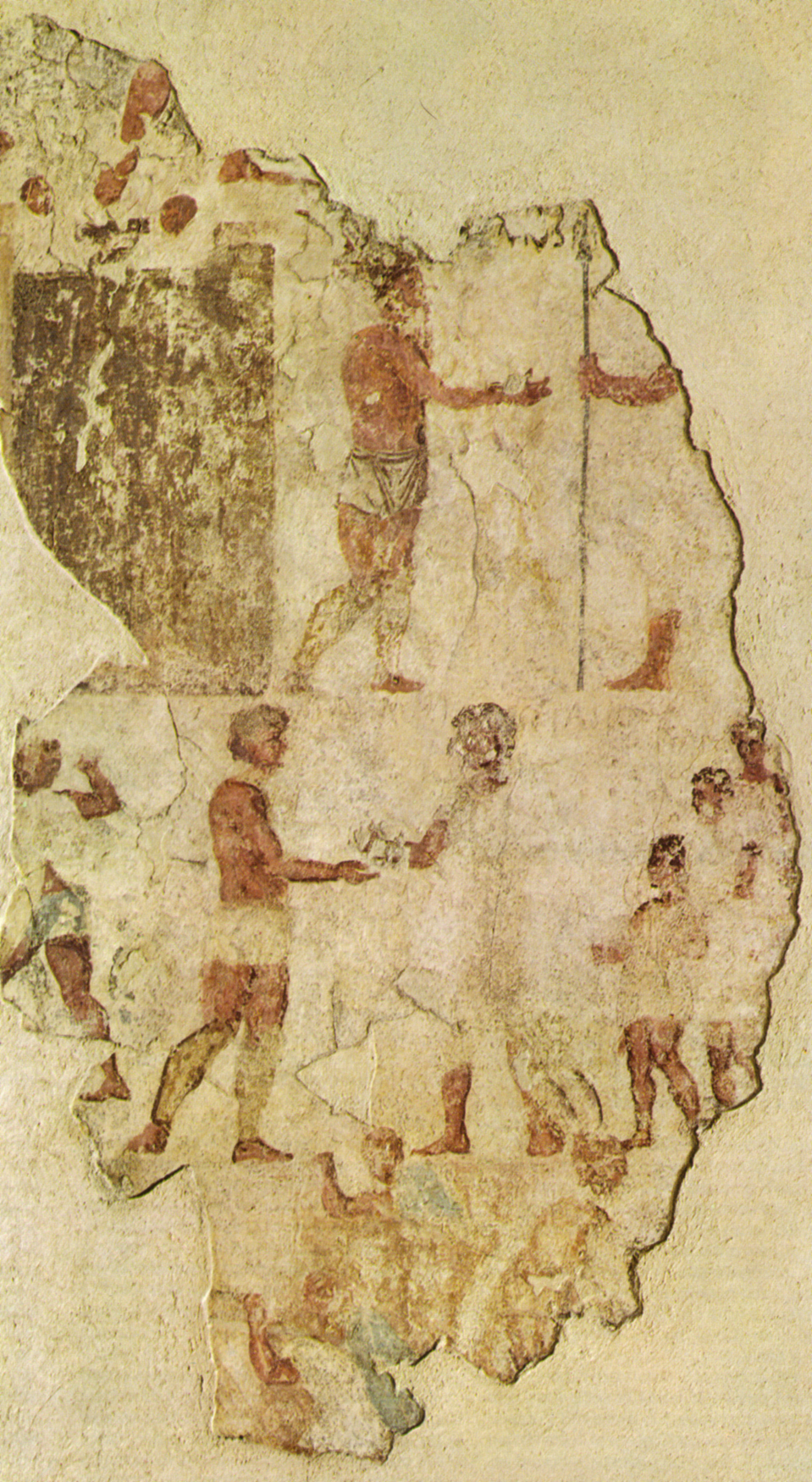
Affresco con scena storica dalla necropoli dell'Esquilino (inizi del III secolo a.C.)
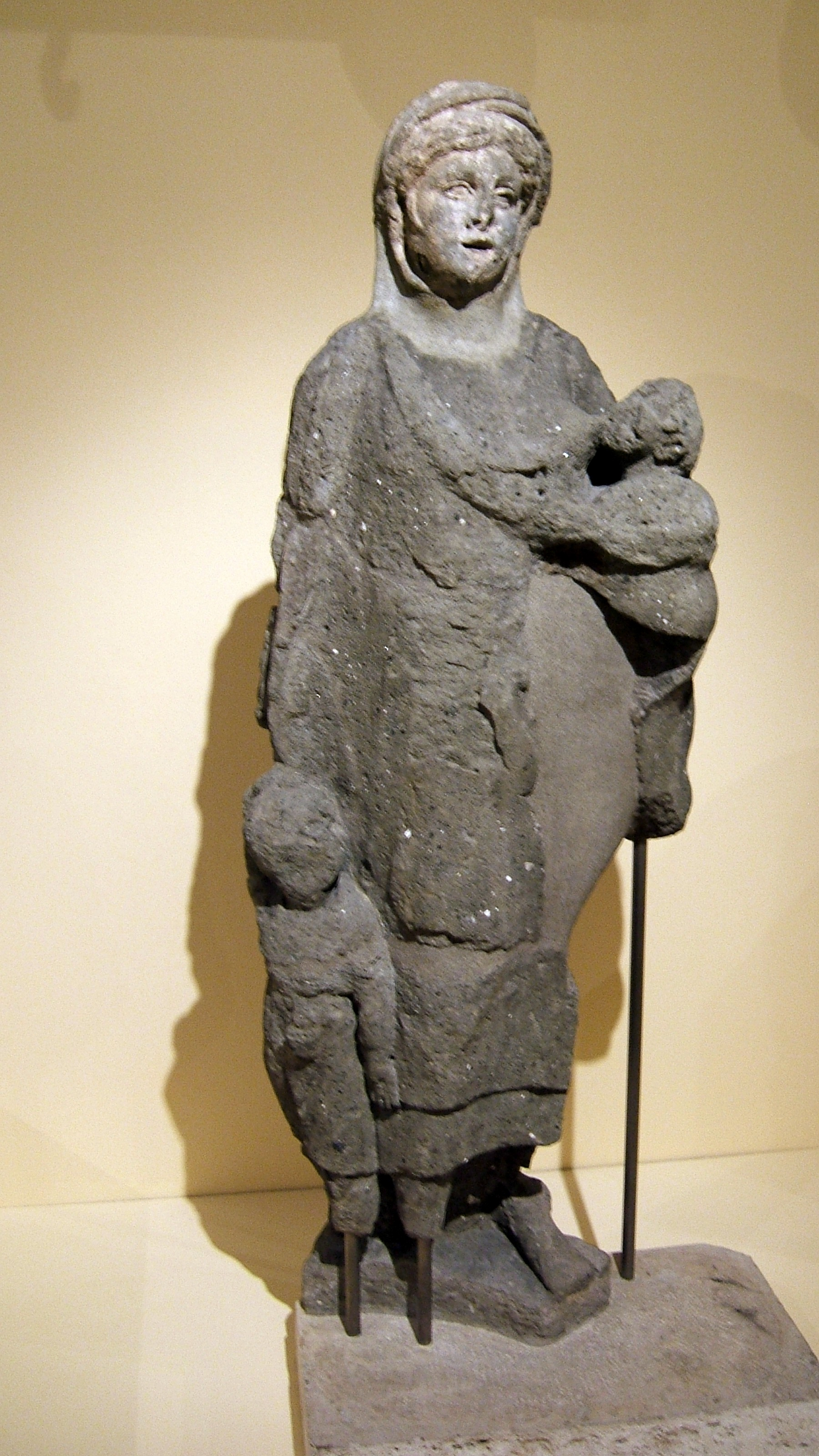
Statua in peperino di fine III secolo a.C., parte del complesso cultuale detto di San Lorenzo (dal luogo di ritrovamento)
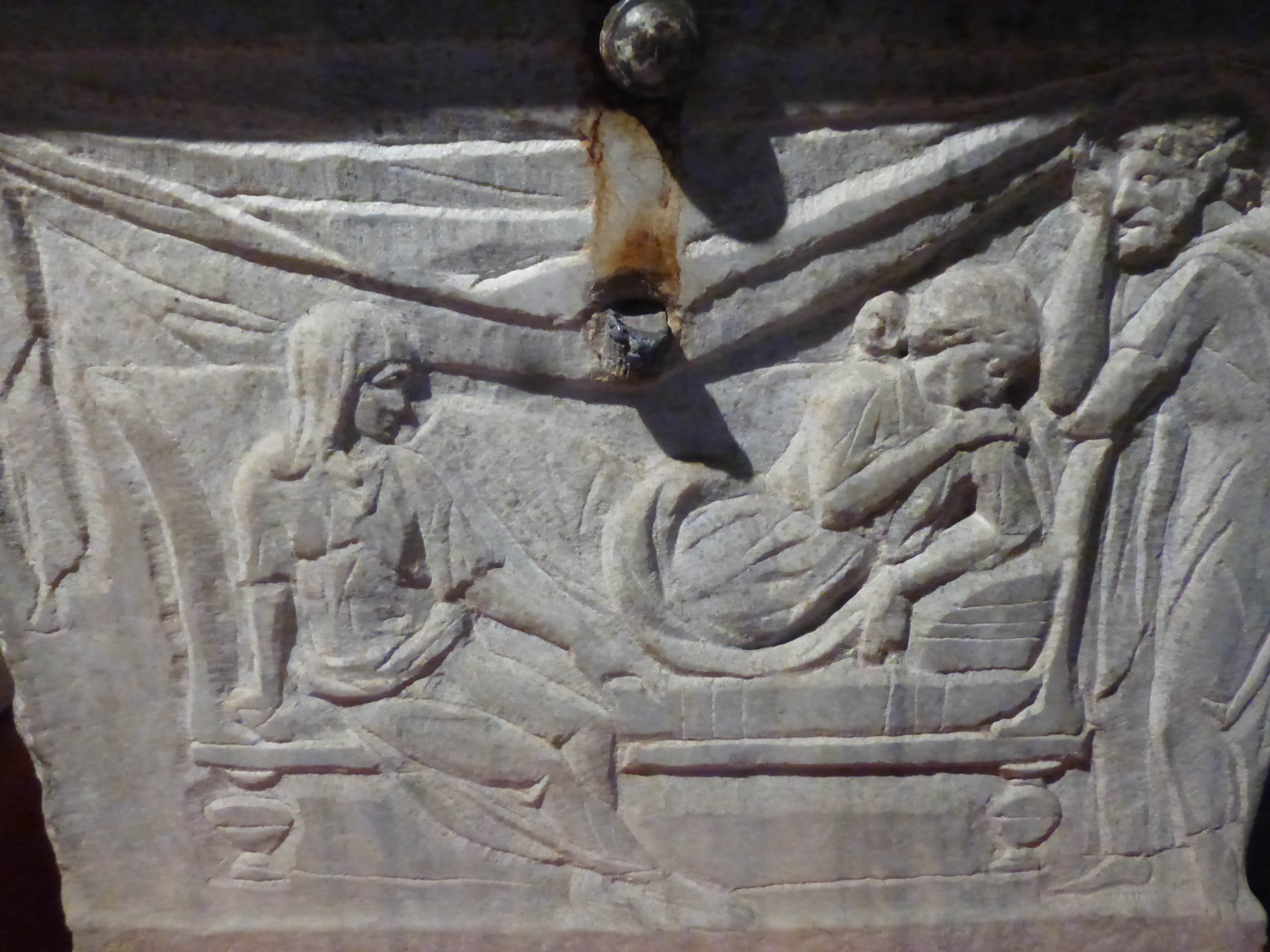
Il sarcofago di Crepereia Tryphaena

- Sala Macchine: al primo piano, presenta rinvenimenti dal centro monumentale di Roma (circo Flaminio, tempio di Apollo Sosiano, Campidoglio, largo di Torre Argentina, teatro di Pompeo, Celio).

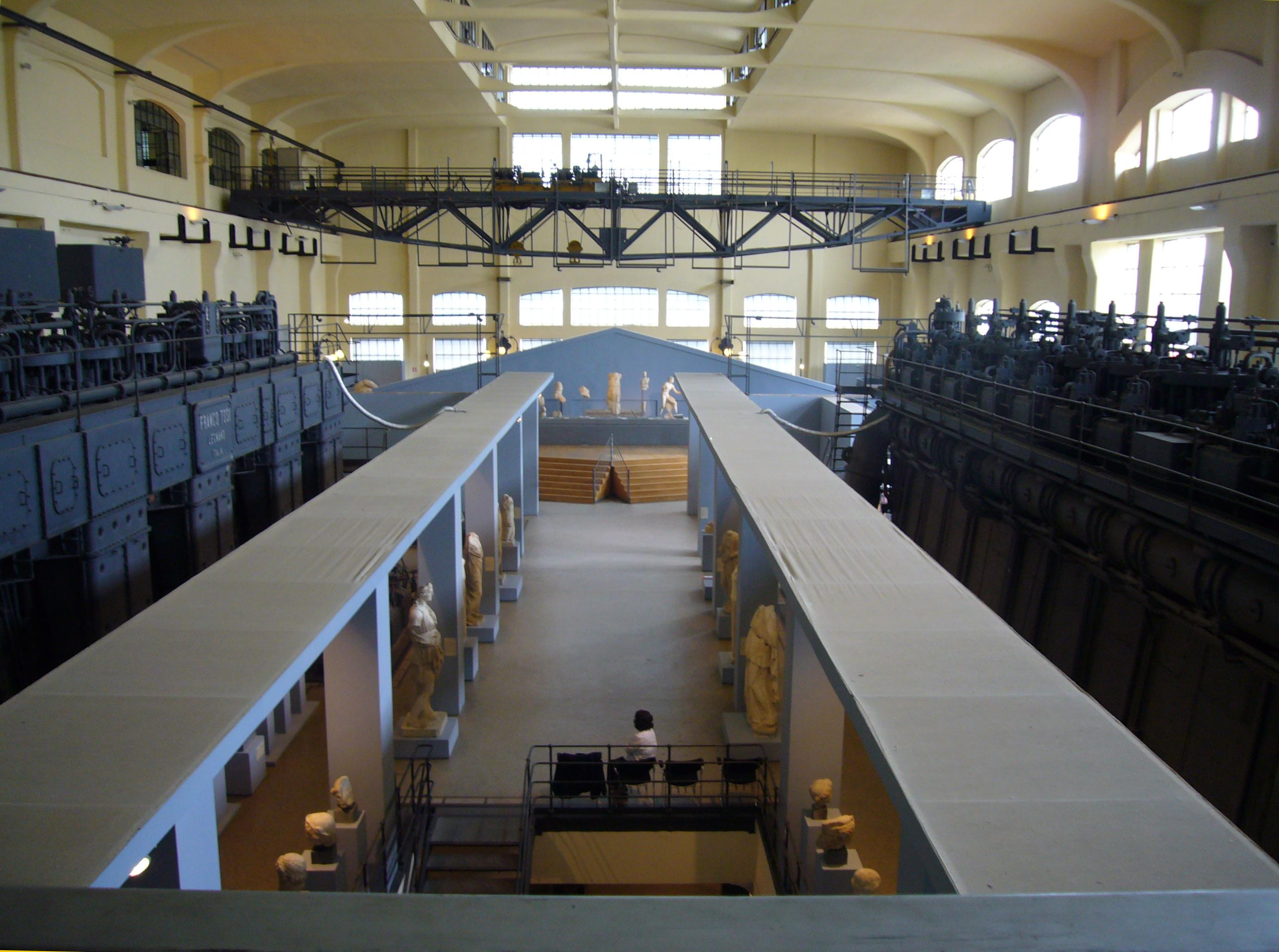
Vista della sala macchine; sul fondo il frontone del tempio di Apollo Sosiano
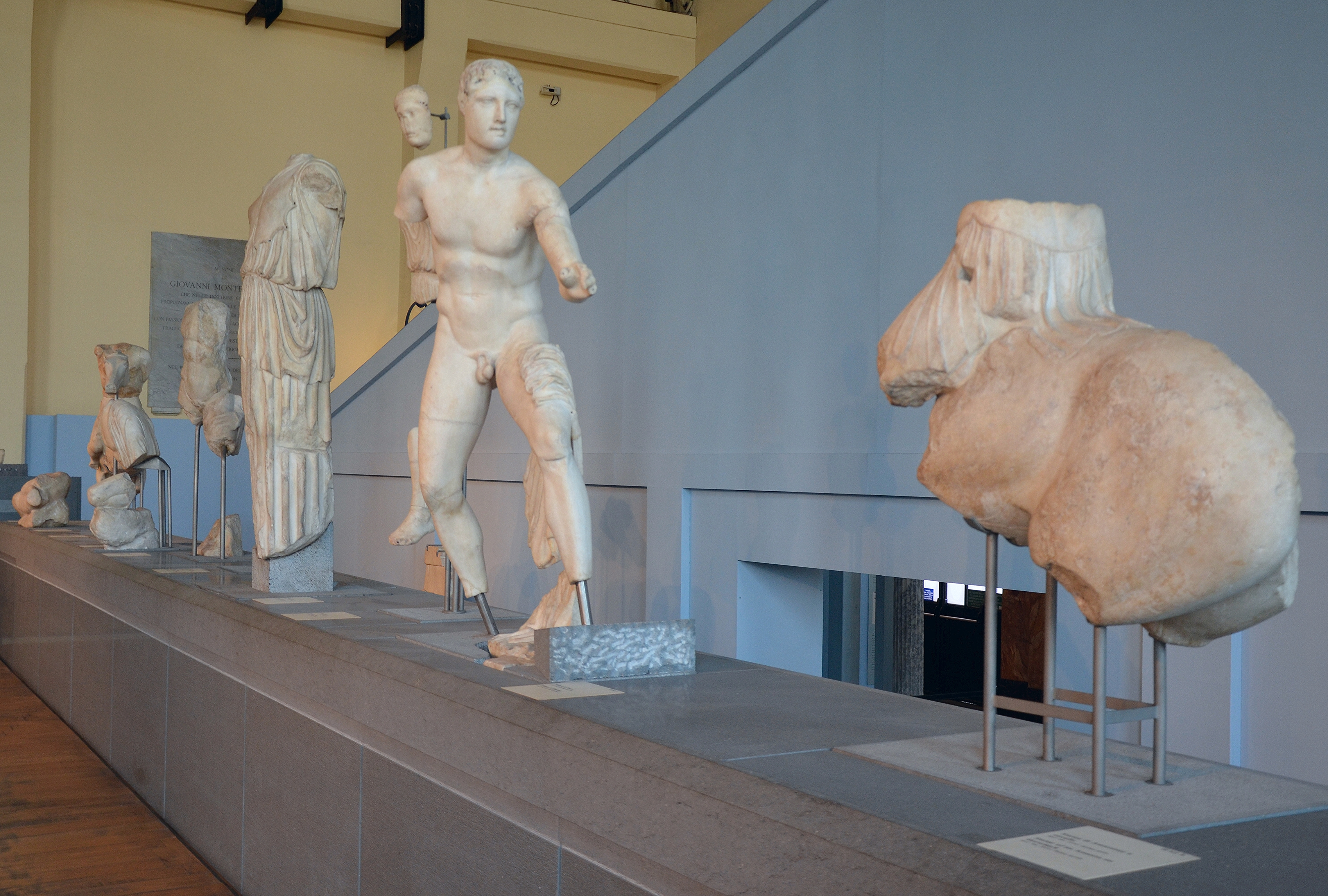
Frontone del tempio di Apollo Sosiano, con Amazzonomachia (originale greco del V secolo a.C. portato a Roma in età augustea)
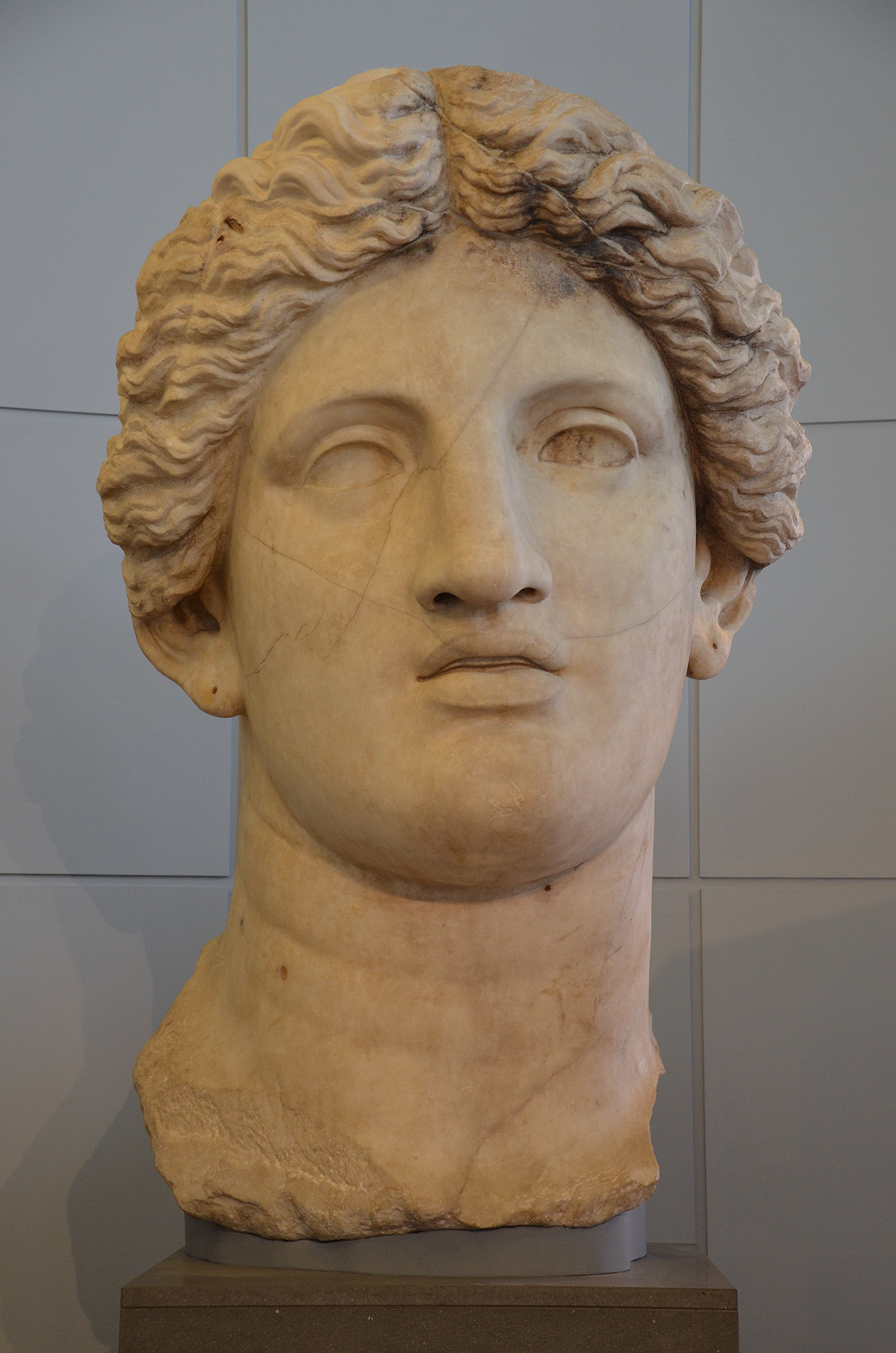
Testa colossale della dea Fortuna dal tempio della Fortuna del giorno presente (da largo di Torre Argentina)
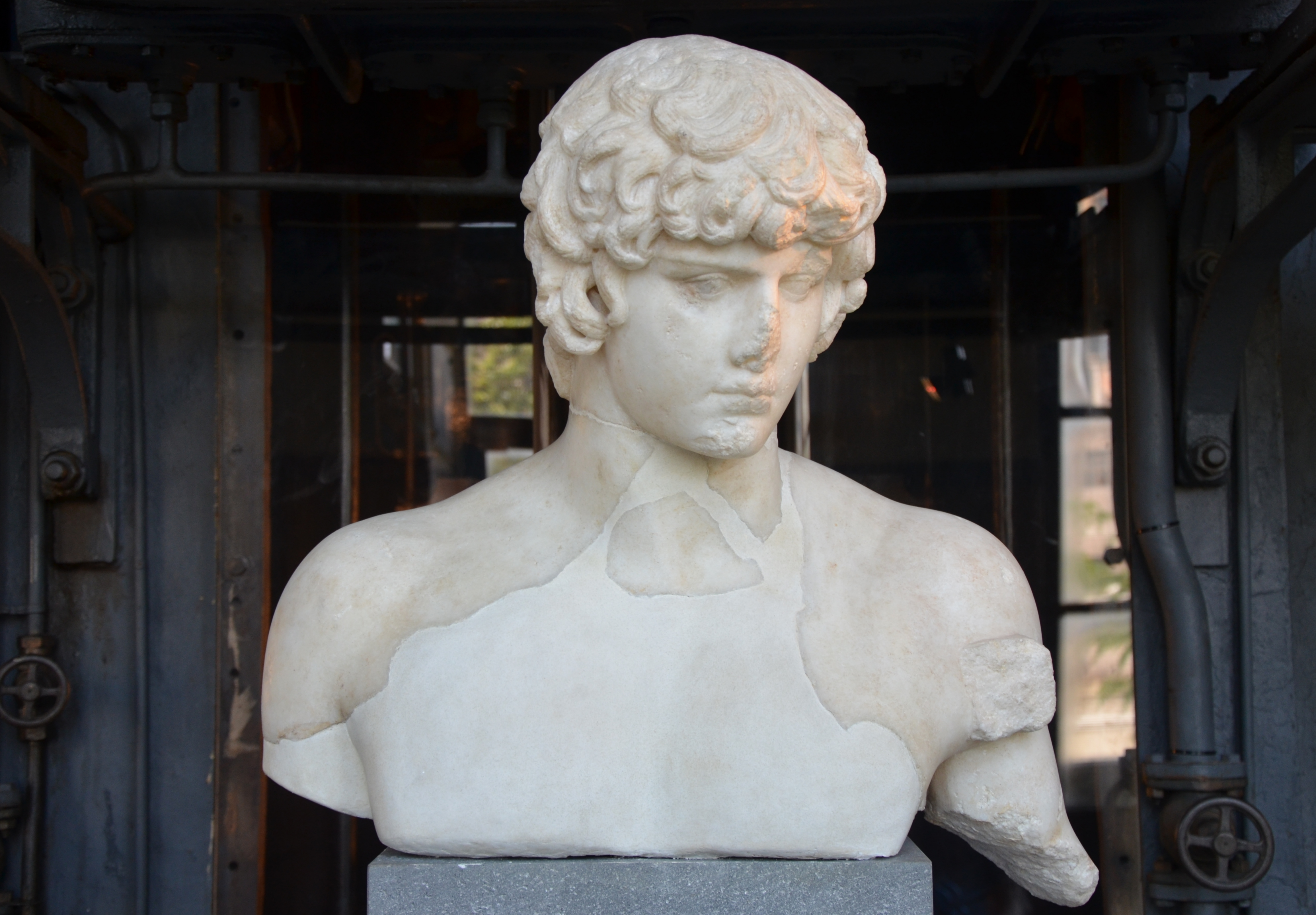
Esempio di arte adrianea: Antinoo come Apollo (dallo sterro della Velia per l'apertura di via dei Fori Imperiali)
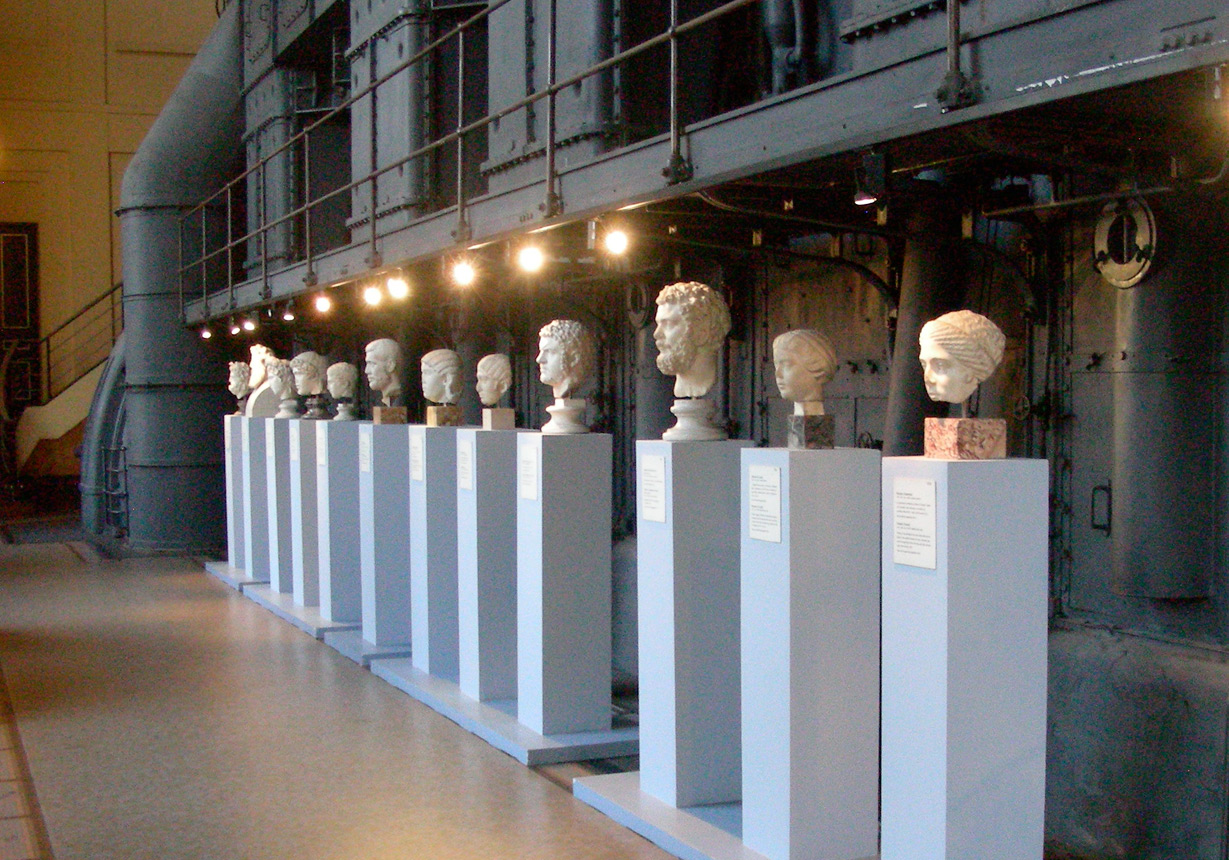
Ritratti di imperatori romani e copie romane di originali greci

- Sala Caldaie: sempre al primo piano, offre reperti che originariamente adornavano giardini (horti) e residenze (domus) di proprietà sia imperiale sia privata, siti in particolare nell'area orientale della città (rinvenimenti da horti Sallustiani nell'omonimo rione, horti Variani a Porta Maggiore, horti Liciniani e altri, tra cui forse gli horti Lamiani, dell'Esquilino); numerose le copie romane di statue greche.

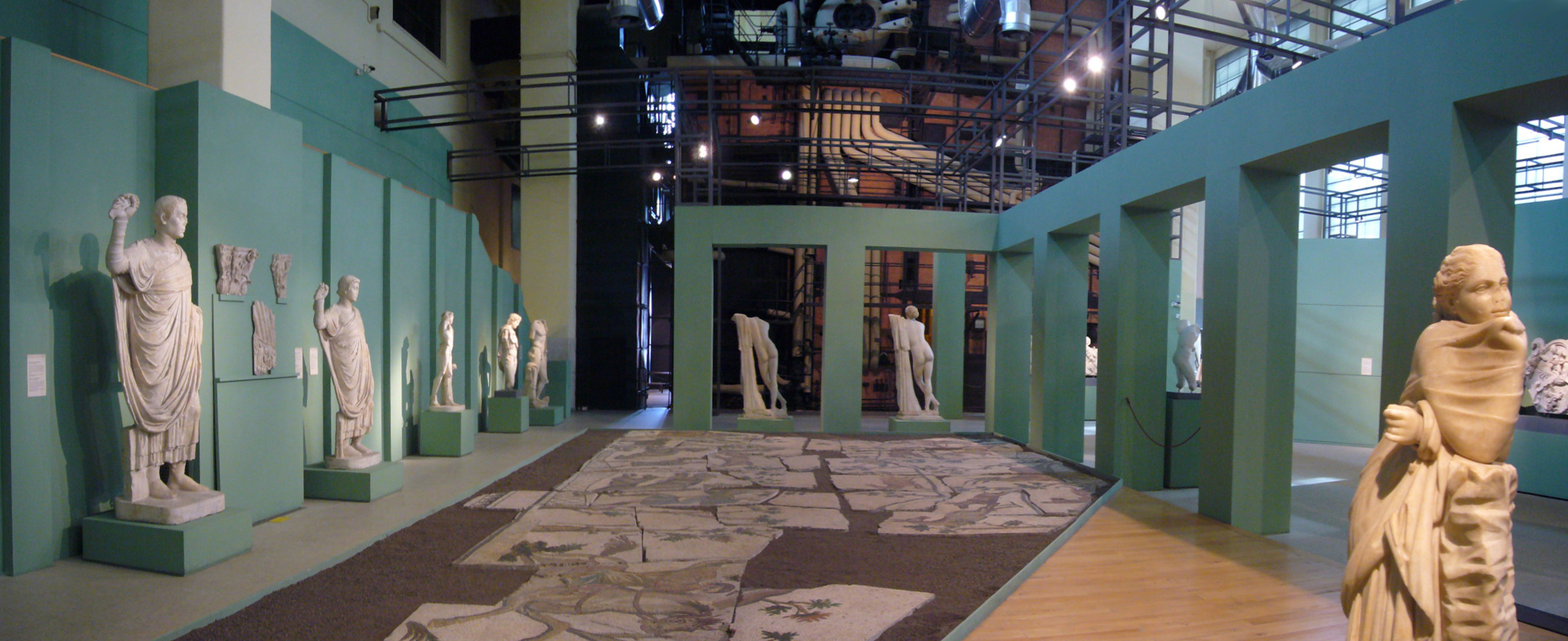
Vista della sala caldaie
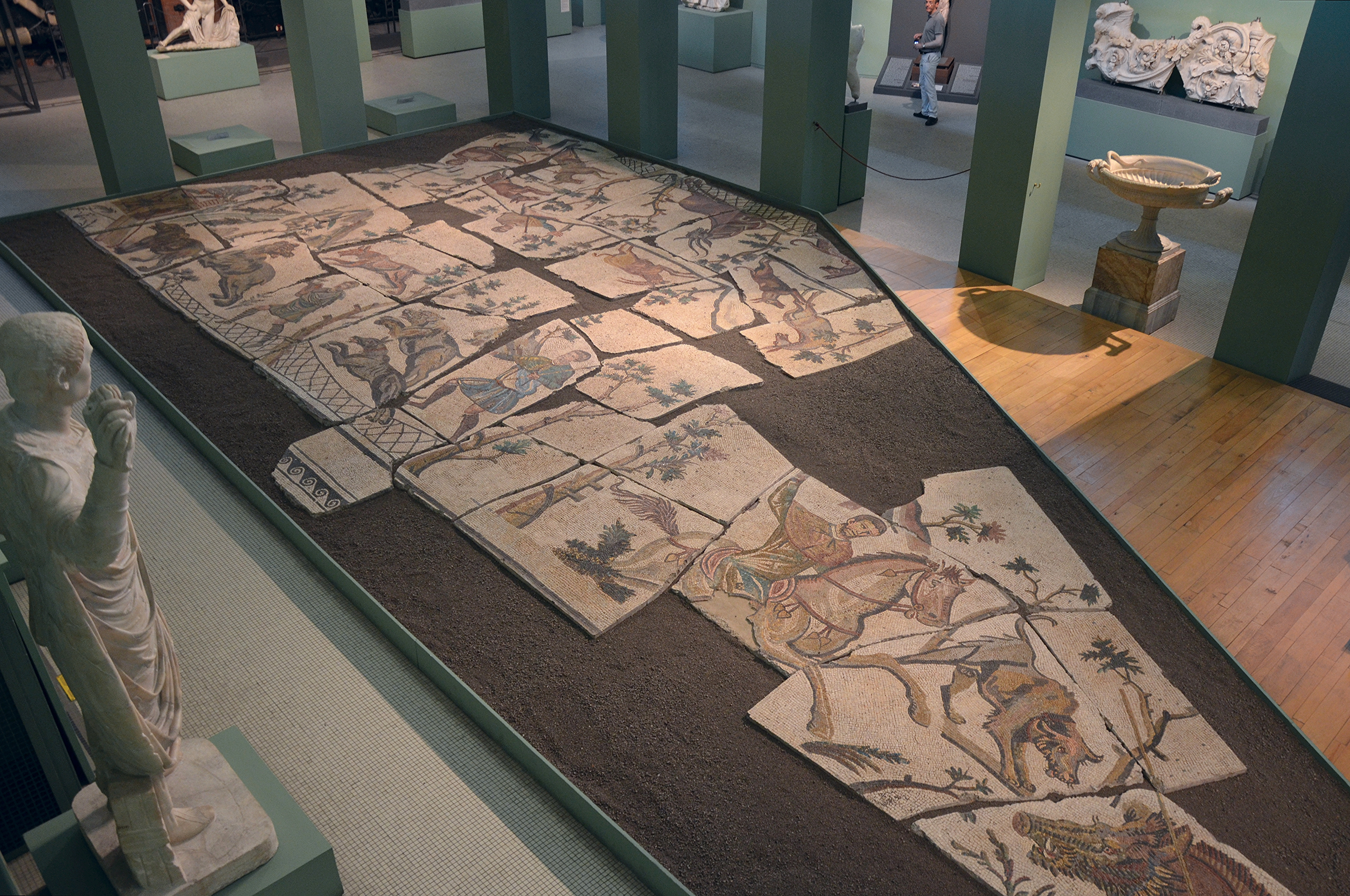
Mosaico con scena di caccia, dagli horti Liciniani (rinvenuto presso la chiesa di Santa Bibiana)
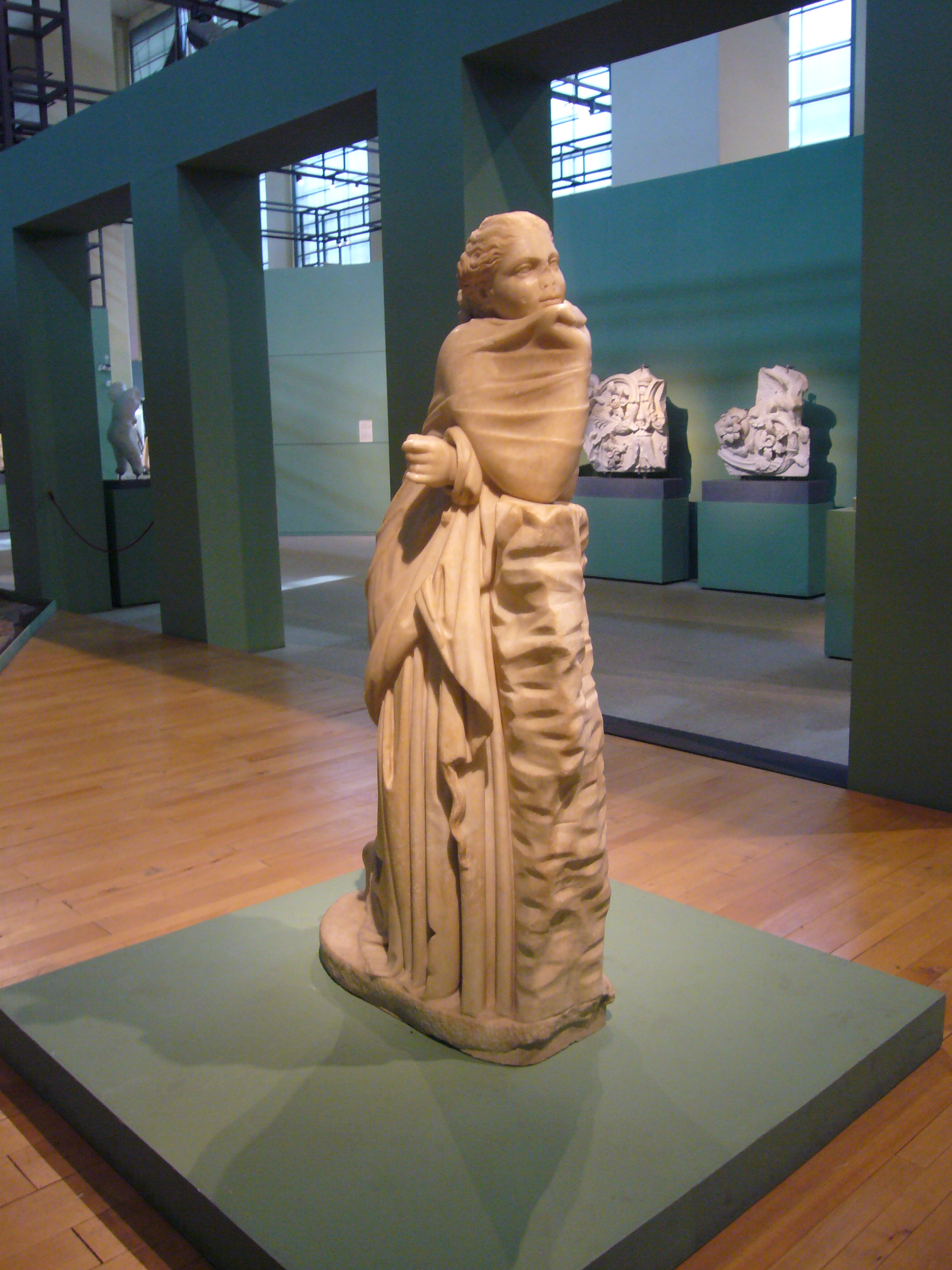
La musa Polimnia (copia romana di originale ellenistico, dagli horti Variani)
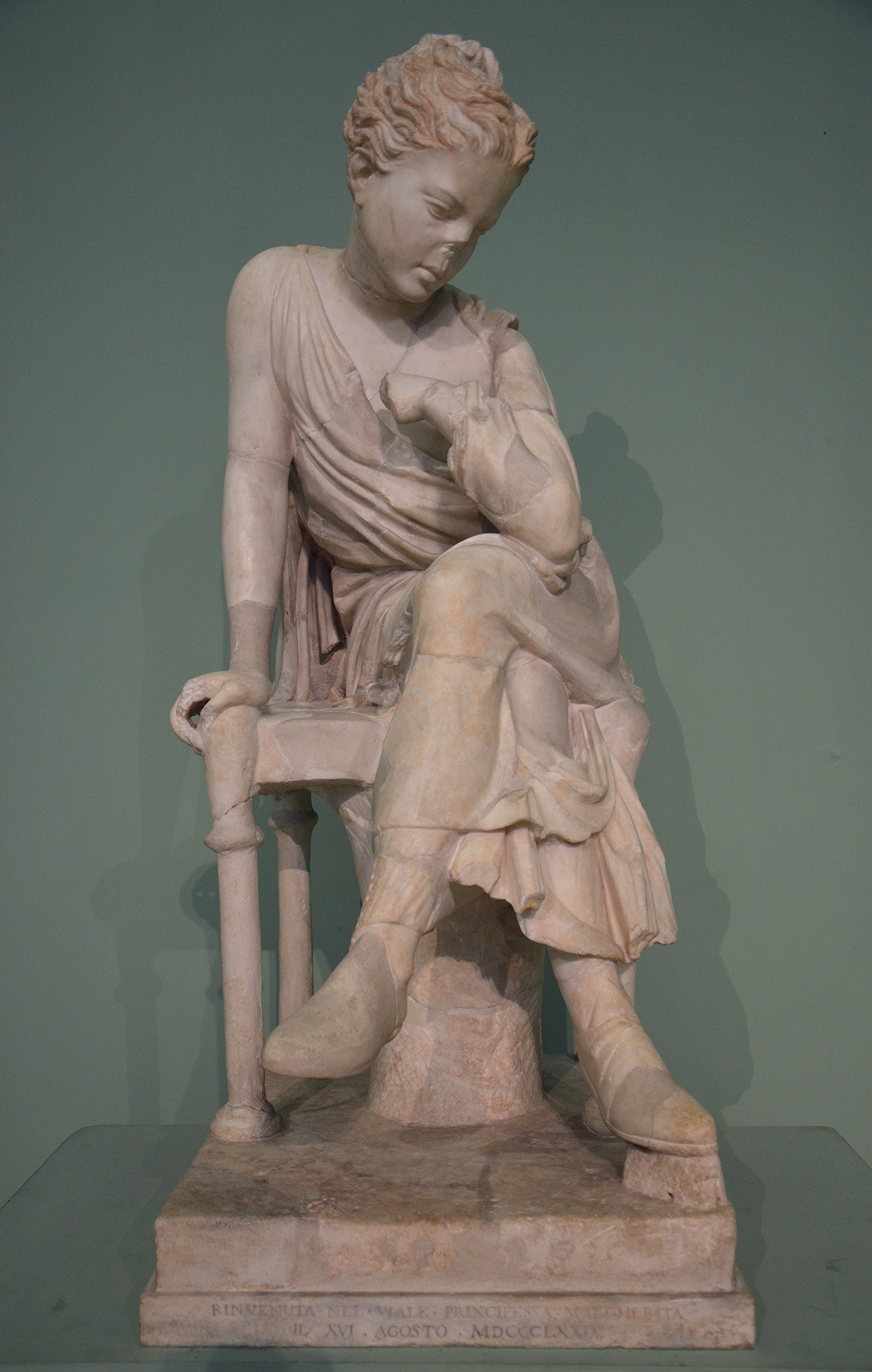
Fanciulla seduta (realizzazione adrianea in gusto ellenistico, dal cosiddetto tempio di Minerva Medica negli horti Liciniani)
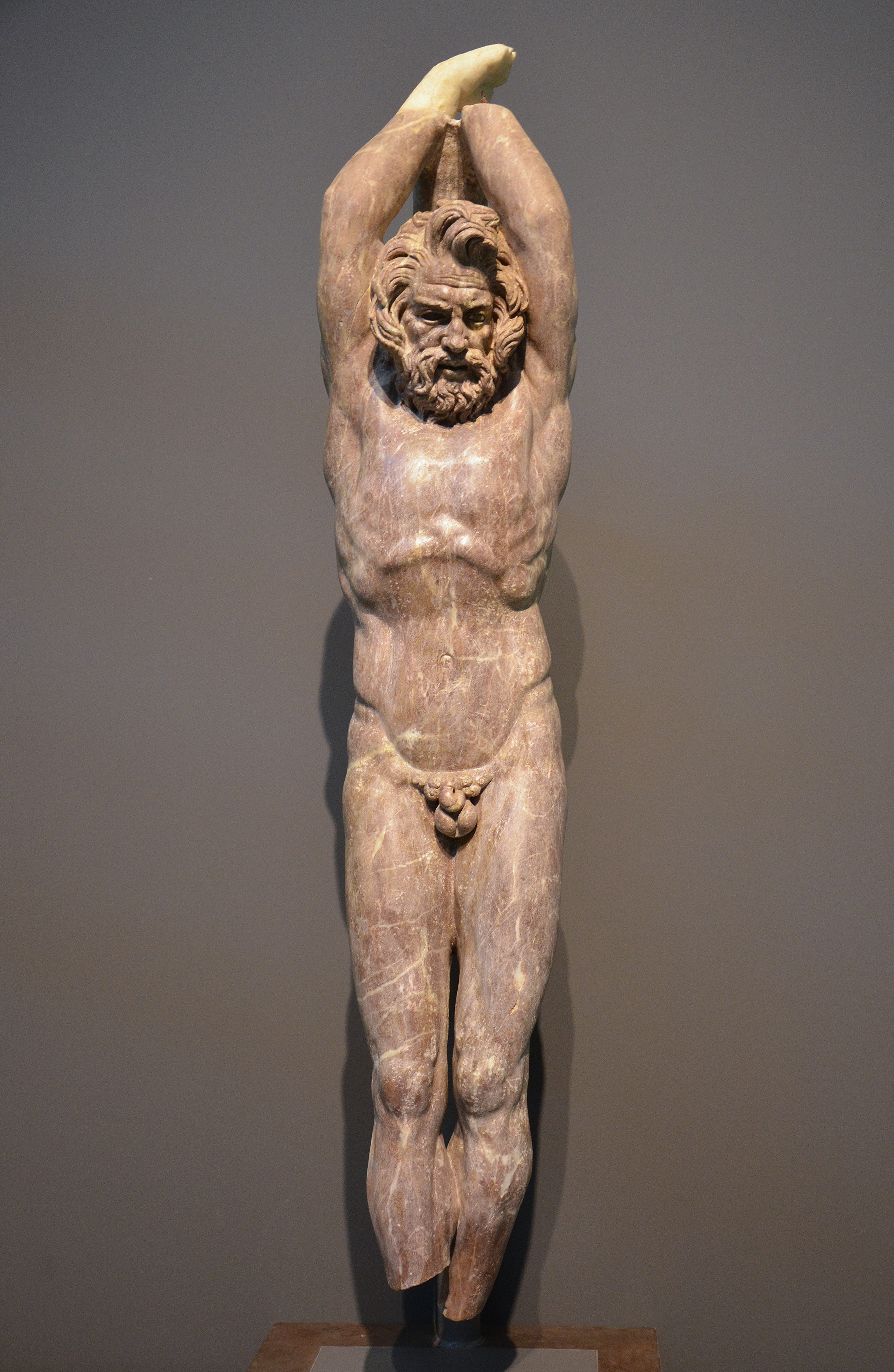
Supplizio di Marsia in marmo rosso (rinvenuto nel 2009 nella cosiddetta Villa delle Vignacce su via Latina nel Parco degli Acquedotti)

L'allestimento è caratterizzato dall'alternarsi di immagini di archeologia classica e immagini di archeologia industriale, con i macchinari della centrale che fanno da sfondo alle sculture (o viceversa, a seconda dei punti di osservazione all'interno della sala).  Molto suggestiva l'incombente presenza, nella sala macchine, dei due giganteschi ed ormai silenziosi motori Diesel della centrale, ognuno dei quali è solidale ad un alternatore, tutti simboli di quel secolo che ha visto l'avvento della maggior parte delle più straordinarie tecnologie dell'era moderna.
All'esterno sono posti due imponenti ed elaborati lampioni in ghisa, disegnati da Duilio Cambellotti.